# Friedrich von Olivier
Pour les articles homonymes, voir Olivier (homonymie).
Woldemar Friedrich von Olivier (né le 23 avril 1791 à Dessau, mort le 5 septembre 1859 à Dessau) est un peintre historique allemand de style romantique, associé au Mouvement nazaréen.

## Biographie
Friedrich est le frère de Ferdinand Olivier, peintre lui aussi. Ils ont tous deux été formés par Carl Wilhelm Kolbe et Christian Haldenwang.

## Œuvres
- 1822- Paysage idéal avec cavalier (sur toile 62 × 74 cm), Leizig, Museum der bildenden Künste[2]

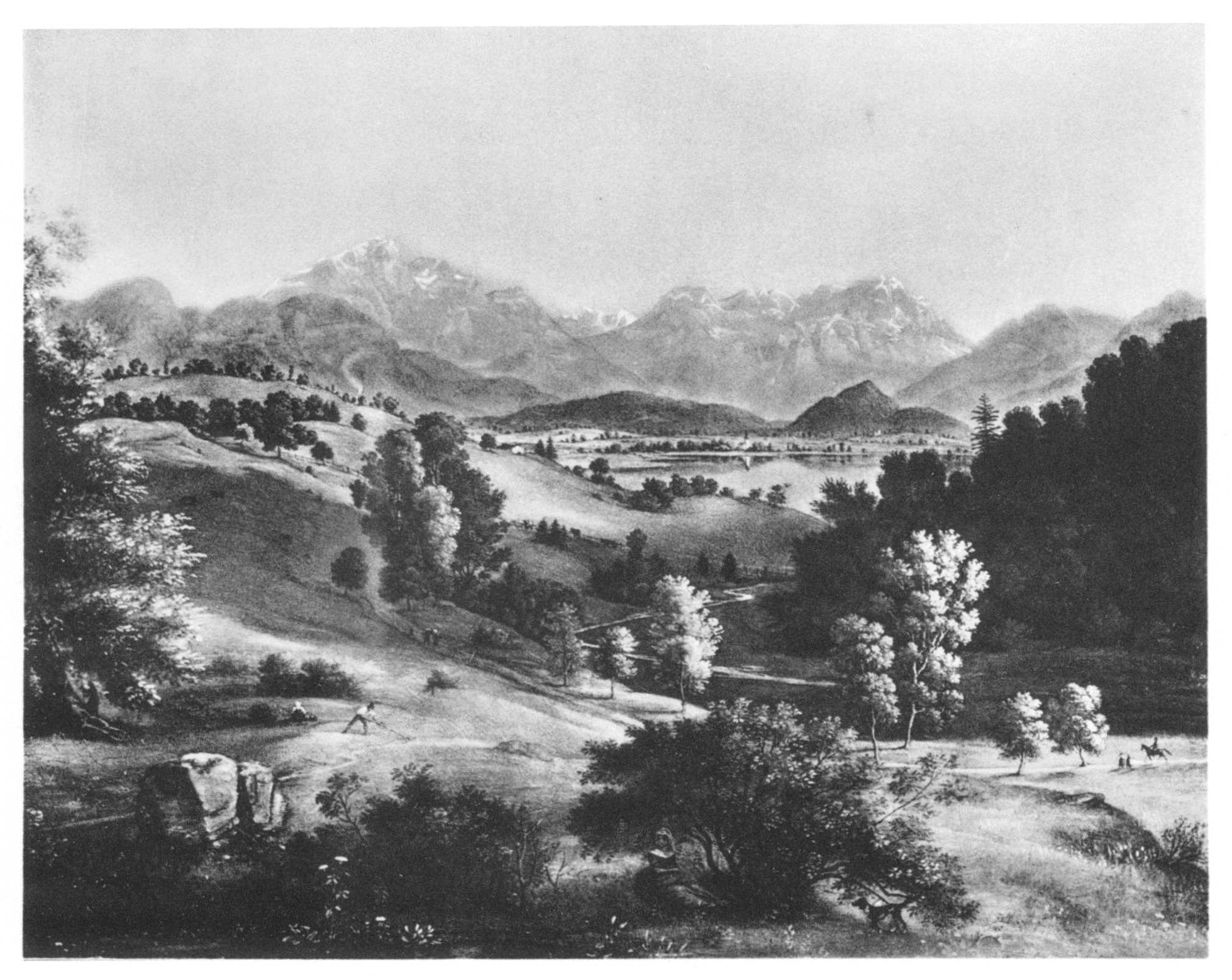
Paysage bavarois
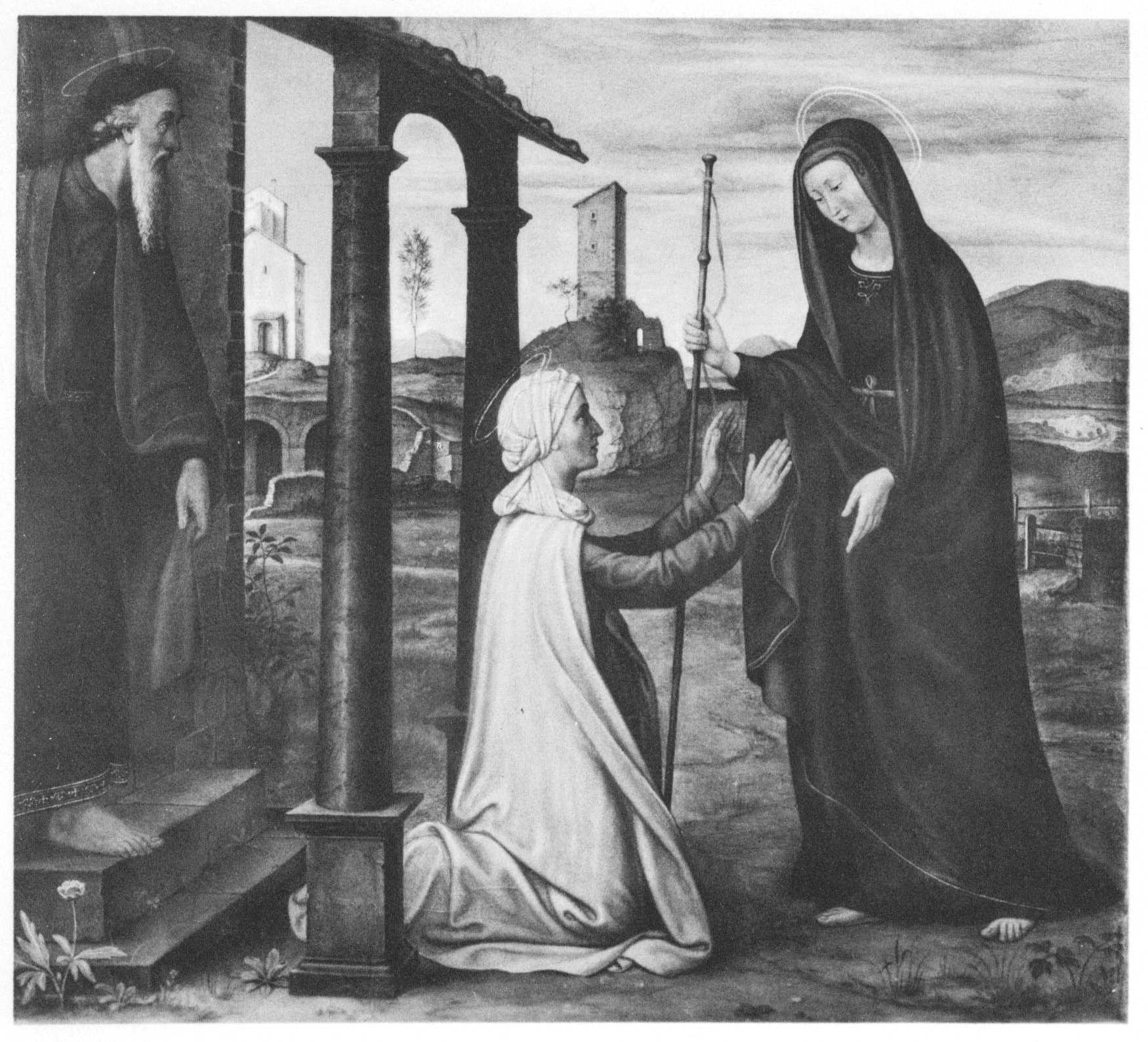
La visitation de Marie
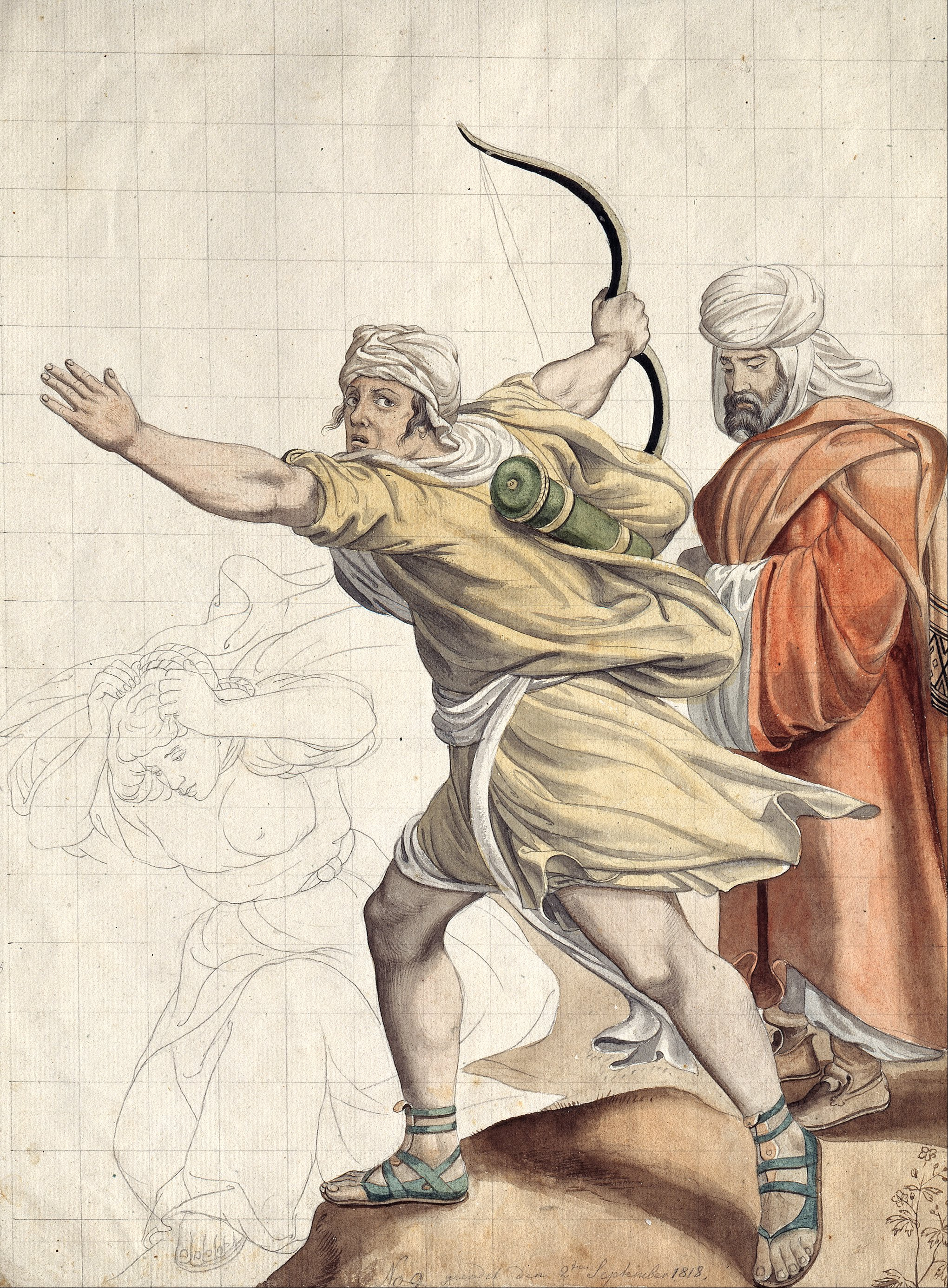
Archers